# ليونكس باسيلا
ليونكس باسيلا (بالإنجليزية: Lennox Bacela)‏ (13 أبريل 1983 بكنيسنا في جنوب أفريقيا - ) هو لاعب كرة قدم جنوب أفريقي في مركز الهجوم. شارك مع منتخب جنوب أفريقيا لكرة القدم. أما مع النوادي، فقد لعب مع أورلاندو بيراتس وسانتوس ونادي بلومفونتين سيلتيك.

## روابط خارجية
- ليونكس باسيلا على موقع قاعدة بيانات كرة القدم.إي يو (الإنجليزية)